# ایرما توماس
ایرما توماس (به انگلیسی: Irma Thomas) (زاده ۱۸ فوریه ۱۹۴۱ در پونچوتولا، لوئیزیانا)، خواننده آمریکایی در سبک بلوز، سول، ریتم و بلوز است.
او از خوانندگان هم عصر اتا جیمز و آرتا فرانکلین است اما هرگز موفقیتی در سطح آنان پیدا نکرد. او در سال ۲۰۰۷ بعد از پنجاه سال فعالیت در عرصه موسیقی برای اولین بار برای آلبوم After the Rain برندهٔ جایزهٔ گرمی شد